# Järperud
Järperud är en ort i Arvika kommun i Värmlands län, belägen i Gunnarskogs socken strax öster om Bergsjön cirka 22 km norr om Arvika och cirka 15 km öster om Charlottenberg.
SCB räknade Järperud som en småort vid avgränsningen år 1995, till nästa avgränsning hade invånarantalet sjunkit under 50 personer och området räknades inte längre som en småort.